# Папия (връх)
Папѝя е връх в планината Странджа.

## География
Връх Папия (надморска височина 501,4 m) се намира северозападно от град Ахтопол, югозападно от град Царево, над селата Варвара (около 4,5 km западно) и Бродилово (около 2,5 km север-северозападно). Разположен е в най-източната част на странджанския планински рид Босна. Папия е куполовиден уединен горист връх, чийто източен склон е добре очертан от разседи. Представлява остатък от по-стар релеф, който се издига над денудационна повърхнина. Изграден е от андезитни туфи. Почвите са главно наситени планосоли. Горската покривка е смесена от източен горун и благун.
На върха има късноантична тракийска крепост. Достъпът е невъзможен, тъй като има военно поделение.
Оттук се излъчват и различни радиостанции и телевизии. Това са Power FM, БГ Радио, Bulgaria ON AIR, Авторадио, Дарик радио, както и програмите на БНР и националните телевизии. 